# Galatasaray Istanbul/Saison 2013/14
Die Saison 2013/14 von Galatasaray Istanbul war die 106. Saison in der Vereinsgeschichte und die 56. Saison in der türkischen Liga, der Süper Lig. Der Klub beendete die Saison auf dem 2. Platz. Die Türkiye Kupası gewann Galatasaray nach neun Jahren zum 15 Mal. In der UEFA Champions League schieden die Gelb-Roten im Achtelfinale aus.

## Personalien

### Kader
| Nr.        | Nat.                            | Name               | Geburtsdatum  | im Verein seit | vorheriger Verein        |
| Torhüter   | Torhüter                        | Torhüter           | Torhüter      | Torhüter       | Torhüter                 |
| ---------- | ------------------------------- | ------------------ | ------------- | -------------- | ------------------------ |
| 25         | Uruguay Italien                 | Fernando Muslera   | 16. Juni 1986 | 2011           | Lazio Rom                |
| 67         | Turkei                          | Eray İşcan         | 19. Juli 1991 | 2012           | eigene Jugend            |
| 82         | Turkei Deutschland              | Aykut Erçetin      | 14. Sep. 1982 | 2002           | eigene Jugend            |
| 86         | Turkei                          | Ufuk Ceylan        | 23. Juni 1986 | 2009           | Manisaspor               |
| Abwehr     |                                 |                    |               |                |                          |
| 02         | Argentinien Italien             | Guillermo Burdisso | 26. Sep. 1988 | 2014           | Boca Juniors             |
| 05         | Turkei                          | Gökhan Zan         | 7. Sep. 1981  | 2009           | Beşiktaş Istanbul        |
| 15         | Brasilien Italien               | Alex Telles        | 15. Dez. 1992 | 2014           | Grêmio Porto Alegre      |
| 21         | Kamerun Frankreich              | Aurélien Chedjou   | 20. Juni 1985 | 2013           | OSC Lille                |
| 22         | Turkei Deutschland              | Hakan Balta        | 23. März 1983 | 2007           | Vestel Manisaspor        |
| 26         | Turkei                          | Semih Kaya         | 24. Feb. 1991 | 2009           | eigene Jugend            |
| 27         | Elfenbeinküste Belgien          | Emmanuel Eboué     | 4. Juni 1983  | 2011           | FC Arsenal               |
| 28         | Deutschland Turkei              | Koray Günter       | 16. Aug. 1994 | 2014           | Borussia Dortmund        |
| 40         | Turkei                          | Emre Can Coşkun    | 7. Juni 1994  | 2013           | eigene Jugend            |
| 55         | Turkei                          | Sabri Sarıoğlu     | 26. Juli 1984 | 2001           | eigene Jugend            |
| 66         | Turkei                          | Salih Dursun       | 12. Juli 1991 | 2014           | Kayserispor              |
| 88         | Turkei                          | Veysel Sarı        | 25. Juli 1988 | 2014           | Eskişehirspor            |
| Mittelfeld |                                 |                    |               |                |                          |
| 03         | Brasilien Spanien               | Felipe Melo        | 26. Juni 1983 | 2011           | Juventus Turin           |
| 04         | Turkei                          | Hamit Altıntop     | 8. Dez. 1982  | 2012           | Real Madrid              |
| 06         | Turkei Deutschland              | Ceyhun Gülselam    | 25. Dez. 1987 | 2011           | Trabzonspor              |
| 07         | Turkei                          | Aydın Yılmaz       | 29. Jan. 1988 | 2005           | eigene Jugend            |
| 08         | Turkei                          | Selçuk İnan        | 10. Feb. 1985 | 2011           | Trabzonspor              |
| 10         | Niederlande                     | Wesley Sneijder    | 9. Juni 1984  | 2014           | Inter Mailand            |
| 32         | Turkei Frankreich               | İbrahim Coşkun     | 3. März 1995  | 2013           | eigene Jugend            |
| 35         | Turkei                          | Yekta Kurtuluş     | 11. Dez. 1985 | 2011           | Kasımpaşa Istanbul       |
| 45         | Turkei                          | Oğuzhan Kayar      | 2. Apr. 1995  | 2014           | Manisaspor               |
| 52         | Turkei                          | Emre Çolak         | 20. Mai 1991  | 2009           | eigene Jugend            |
| 90         | Turkei Belgien                  | Umut Gündoğan      | 12. Juni 1990 | 2014           | Bucaspor                 |
| Angriff    |                                 |                    |               |                |                          |
| 11         | Elfenbeinküste Frankreich       | Didier Drogba      | 11. März 1978 | 2013           | Shanghai Shenhua         |
| 14         | Bosnien und Herzegowina Schweiz | Izet Hajrović      | 4. Aug. 1991  | 2014           | Grasshoppers Club Zürich |
| 17         | Turkei                          | Burak Yılmaz       | 15. Juli 1985 | 2012           | Trabzonspor              |
| 19         | Turkei                          | Umut Bulut         | 15. März 1983 | 2012           | FC Toulouse              |
| 41         | Turkei                          | Berk İsmail Ünsal  | 6. Aug. 1994  | 2013           | eigene Jugend            |
| 94         | Argentinien                     | Lucas Ontivero     | 9. Sep. 1994  | 2014           | Centro Atlético Fénix    |

#### Transfers
| Zugänge | Abgänge |
| --- | --- |
| Sommer 2013 - Bruma (Sporting Lissabon) - Aurélien Chedjou (OSC Lille) - Ceyhun Gülselam (Kayserispor) w.a. - Erman Kılıç (Sivasspor) Winter 2013/14 - Guillermo Burdisso (Boca Juniors) a. - Salih Dursun (Kayserispor) - Umut Gündoğan (Bucaspor) - Koray Günter (Borussia Dortmund) - Izet Hajrović (Grasshoppers Club Zürich) - Oğuzhan Kayar (Manisaspor) - Lucas Ontivero (Centro Atlético Fénix) - Alex Telles (Grêmio Porto Alegre) | Sommer 2013 - Mehmet Batdal (Istanbul BB) a. - Çağlar Birinci (Elazığspor) - Emmanuel Culio (Deportivo La Coruña) - Johan Elmander (Norwich City) a. - Serdar Eylik (Ankaraspor) a. - Colin Kâzım-Richards (Bursaspor) a. - Erman Kılıç (Eskişehirspor) - Furkan Özçal (Kardemir Karabükspor) a. - Tomáš Ujfaluši (Sparta Prag) Winter 2013/14 - Nordin Amrabat (FC Málaga) a. - Engin Baytar (Çaykur Rizespor) a. - Bruma (Gaziantepspor) a. - Anıl Dilaver (Bucaspor) - Yiğit Gökoğlan (Kayseri Erciyesspor) a. - Dany Nounkeu (Beşiktaş Istanbul) a. - Albert Riera (Vereinslos) - Sercan Yıldırım (Bursaspor) a. |

## Spielkleidung
| Heim | Auswärts | Ausweich |

- Ausrüster: Nike
- Trikotsponsor: Türk Telekom
- Ärmelsponsor: Avea
- Rückensponsor: Ülker

## Saison
Alle Ergebnisse aus Sicht von Galatasaray Istanbul.
Die Tabelle listet alle Süper-Lig-Spiele des Vereins der Saison 2013/14 auf. Siege sind grün, Unentschieden gelb und Niederlagen rot markiert.

### Süper Lig

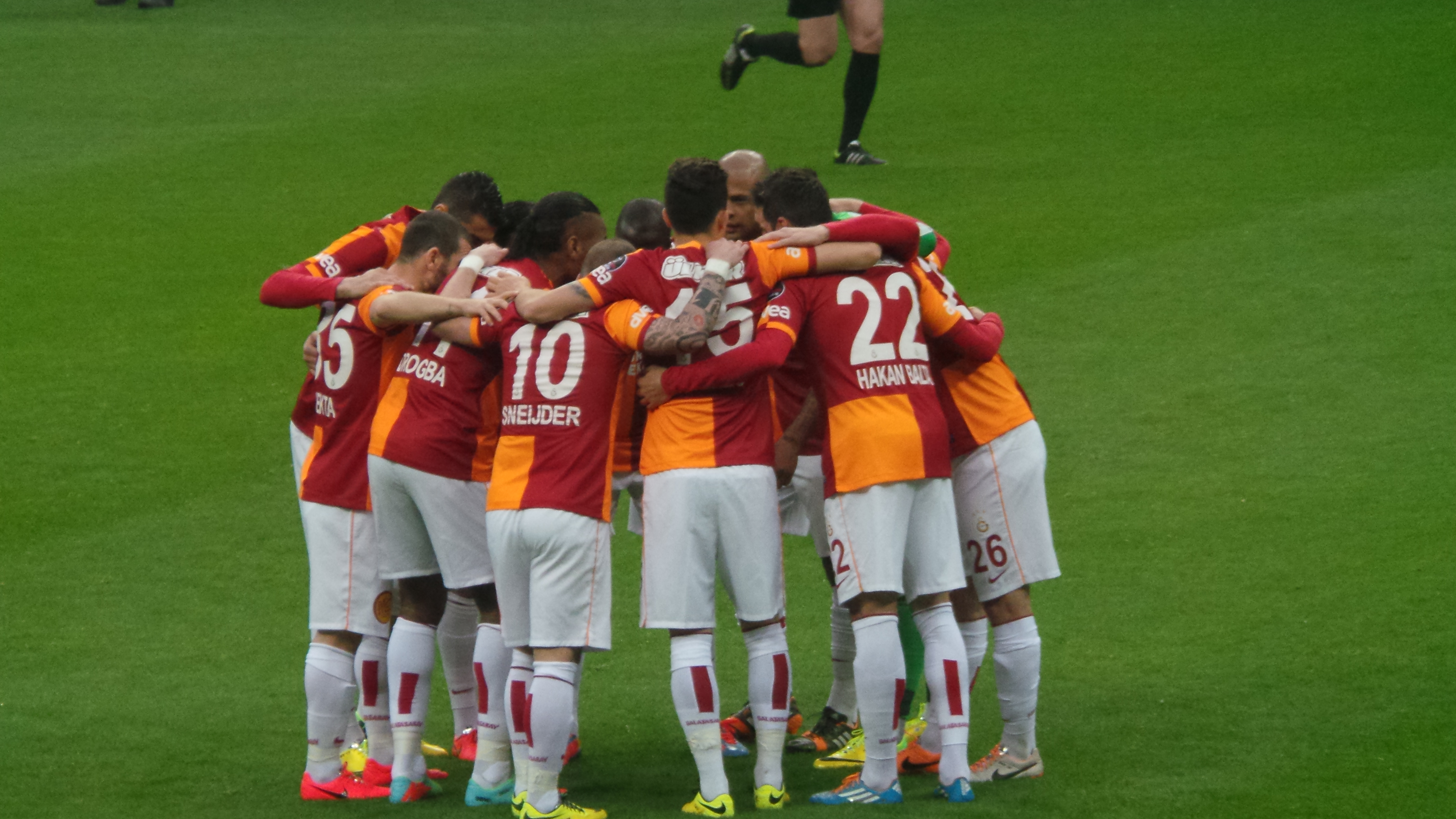
Die Spieler von Galatasaray vor dem Anpfiff gegen Fenerbahçe am 6. April 2014.

| ST | Datum              | Gegner                | Ort                                    | Ergebnis  | Tor(e) für Galatasaray Istanbul                                                                                          | Karte(n) für Galatasaray Istanbul                                              | Zuschauer |
| -- | ------------------ | --------------------- | -------------------------------------- | --------- | --- | ------------------------------------------------------------------------------ | --------- |
| 01 | 19. August 2013    | Gaziantepspor         | Türk Telekom Arena, Istanbul           | 2:1 (1:0) | 1:0 Sneijder (8.), 2:0 B. Yılmaz (51. Foulelfmeter)                                                                      | Altıntop (39.), Melo (82.), Sneijder (90.)                                     | 52.650    |
| 02 | 25. August 2013    | Bursaspor             | Atatürk Stadı, Bursa                   | 1:1 (1:1) | 1:0 B. Yılmaz (44.) | keine                                                                          | 23.000    |
| 03 | 30. August 2013    | Eskişehirspor         | Atatürk Stadı, Eskişehir               | 0:0       | keine | İnan (78.)                                                                     | 13.000    |
| 04 | 13. September 2013 | Antalyaspor           | Türk Telekom Arena, Istanbul           | 1:1 (0:1) | 1:1 Drogba (75.) | Chedjou (43.), Baytar (56.)                                                    | 36.500    |
| 05 | 22. September 2013 | Beşiktaş Istanbul     | Atatürk-Olympiastadion, Istanbul       | 3:0 1     | 1:1 Drogba (59.), 2:1 Drogba (72.)                                                                                       | Melo (90.+3')                                                                  | 77.512    |
| 06 | 28. September 2013 | Çaykur Rizespor       | Türk Telekom Arena, Istanbul           | 1:1 (1:0) | 1:0 Baytar (18.) | Drogba (34.), İnan (41.), Sarıoğlu (74.), İnan (73.)                           | 25.000    |
| 07 | 6. Oktober 2013    | Akhisar Belediyespor  | 19 Mayıs Stadı, Manisa                 | 1:2 (0:1) | 1:2 Drogba (67.) | Zan (80.)                                                                      | 14.500    |
| 08 | 19. Oktober 2013   | Kardemir Karabükspor  | Türk Telekom Arena, Istanbul           | 2:1 (1:0) | 1:0 Sneijder (41.), 2:1 Sneijder (83.)                                                                                   | Sarıoğlu (65.), Melo (74.), A.Yılmaz (86.), Drogba (90.+3')                    | 30.000    |
| 09 | 27. Oktober 2013   | Kayserispor           | Kadir Has Stadı, Kayseri               | 4:2 (2:2) | 1:0 Sneijder (14.), 2:0 Chedjou (25.), 3:2 B. Yılmaz (57.), 4:2 Drogba (74.)                                             | Kaya (58.), İnan (68.)                                                         | 13.600    |
| 10 | 1. November 2013   | Konyaspor             | Türk Telekom Arena, Istanbul           | 2:1 (1:1) | 1:1 Drogba (45.), 2:1 B. Yılmaz (67.)                                                                                    | Sarıoğlu (44.)                                                                 | 32.100    |
| 11 | 10. November 2013  | Fenerbahçe Istanbul   | Şükrü Saracoğlu Stadı, Istanbul        | 0:2 (0:1) | keine | Chedjou (23.), Sarıoğlu (67.), B. Yılmaz (84.)                                 | 49.950    |
| 12 | 23. November 2013  | Sivasspor             | Türk Telekom Arena, Istanbul           | 2:1 (2:1) | 1:0 B. Yılmaz (13.), 2:1 İnan (36. Handelfmeter)                                                                         | Nounkeu (15.), Bulut (44.), İşçan (89.), Nounkeu (21.)                         | 35.000    |
| 13 | 1. Dezember 2013   | Kasımpaşa Istanbul    | Recep Tayyip Erdoğan Stadı, Istanbul   | 1:1 (0:1) | 1:1 B. Yılmaz (60.) | Riera (31.)                                                                    | 13.500    |
| 14 | 6. Dezember 2013   | Elazığspor            | Türk Telekom Arena, Istanbul           | 2:0 (2:0) | 1:0 İnan (2.), 2:0 B. Yılmaz (7.)                                                                                        | İnan (34.), Chedjou (58.)                                                      | 28.000    |
| 15 | 15. Dezember 2013  | Gençlerbirliği Ankara | 19 Mayıs Stadı, Ankara                 | 1:1 (0:1) | 1:1 Drogba (57.) | B. Yılmaz (52.)                                                                | 15.000    |
| 16 | 22. Dezember 2013  | Trabzonspor           | Türk Telekom Arena, Istanbul           | 2:1 (0:0) | 1:0 B. Yılmaz (60.), 2:1 B. Yılmaz (67.)                                                                                 | Riera (77.), Drogba (79.)                                                      | 50.000    |
| 17 | 28. Dezember 2013  | Kayseri Erciyesspor   | Kadir Has Stadı, Kayseri               | 3:1 (3:0) | 1:0 Sneijder (2.), 2:0 B. Yılmaz (13.), 3:0 Melo (34.)                                                                   | Melo (52.)                                                                     | 10.000    |
| 18 | 26. Januar 2014    | Gaziantepspor         | Kâmil Ocak Stadı, Gaziantep            | 0:0       | keine | keine                                                                          | 15.500    |
| 19 | 2. Februar 2014    | Bursaspor             | Türk Telekom Arena, Istanbul           | 6:0 (4:0) | 1:0 Sneijder (12.), 2:0 Sneijder (20.), 3:0 Eboue (24.), 4:0 Sneijder (43.), 5:0 Drogba (66.), 6:0 İnan (88.)            | Gülselam (23.), Drogba (40.), Balta (71.)                                      | 47.000    |
| 20 | 8. Februar 2014    | Eskişehirspor         | Türk Telekom Arena, Istanbul           | 3:0 (2:0) | 1:0 B. Yılmaz (6.), 2:0 Chedjou (32.), 3:0 Bulut (90.)                                                                   | Chedjou (18.)                                                                  | 42.000    |
| 21 | 17. Februar 2014   | Antalyaspor           | Akdeniz Üniversitesi Stadyumu, Antalya | 2:2 (1:2) | 1:0 B. Yılmaz (7.), 2:2 Bulut (86.)                                                                                      | Burdisso (65.), Sneijder (90.+2')                                              | 06.800    |
| 22 | 22. Februar 2014   | Beşiktaş Istanbul     | Türk Telekom Arena, Istanbul           | 1:0 (2:0) | 1:0 İnan (38. Foulelfmeter)                                                                                              | Gülselam (53.), Muslera (90.+13')                                              | 52.500    |
| 23 | 2. März 2014       | Çaykur Rizespor       | Çaykur Didi Stadı, Rize                | 1:1 (0:0) | 1:0 Chedjou (61.) | İnan (43.)                                                                     | 15.000    |
| 24 | 8. März 2014       | Akhisar Belediyespor  | Türk Telekom Arena, Istanbul           | 6:1 (2:0) | 1:0 Drogba (13.), 2:0 Telles (18.), 3:0 Drogba (48.), 4:0 B. Yılmaz (55.) 5:1 Mezenga (65. Eigentor), 6:1 Sneijder (72.) | Kurtuluş (78.), Balta (89.)                                                    | 35.000    |
| 25 | 14. März 2014      | Kardemir Karabükspor  | Necmettin-Şeyhoğlu-Stadion, Karabük    | 0:0       | keine | İnan (81.), Chedjou (90.+2')                                                   | 05.500    |
| 26 | 22. März 2014      | Kayserispor           | Türk Telekom Arena, Istanbul           | 0:1 (0:0) | keine | Melo (25.), Balta (30.), Sneijder (78.), Ontivero (85.)                        | 30.503    |
| 27 | 29. März 2014      | Konyaspor             | Atatürk Stadyumu, Konya                | 0:0       | keine | Gülselam (69.)                                                                 | 20.500    |
| 28 | 6. April 2014      | Fenerbahçe Istanbul   | Türk Telekom Arena, Istanbul           | 1:0 (1:0) | 1:0 Sneijder (9.) | Eboue (20.), Melo (24.), Telles (29.), Sneijder (80.), Balta (87.), Melo (87.) | 52.650    |
| 29 | 12. April 2014     | Sivasspor             | 4 Eylül Stadı, Sivas                   | 1:2 (1:1) | 1:1 Kurtuluş (42.) | B. Yılmaz (49.), Kaya (55.)                                                    | 11.000    |
| 30 | 19. April 2014     | Kasımpaşa Istanbul    | Türk Telekom Arena, Istanbul           | 0:4 (0:1) | keine | Balta (6.), Bulut (45.), Melo (88.)                                            | 45.000    |
| 31 | 27. April 2014     | Elazığspor            | Atatürk Stadı, Elazığ                  | 1:0 (1:0) | 1:0 B. Yılmaz (24.) | Chedjou (45.), Sarı (55.)                                                      | 10.250    |
| 32 | 3. Mai 2014        | Gençlerbirliği Ankara | Türk Telekom Arena, Istanbul           | 3:2 (0:2) | 1:2 B. Yılmaz (61.), 2:2 Çalık (63. Eigentor), 3:2 Bulut (90.+3')                                                        | Kurtuluş (39.), Balta (56.), Melo (76.), İnan (90.), Kaya (90.+5')             | 17.000    |
| 33 | 11. Mai 2014       | Trabzonspor           | Hüseyin Avni Aker Stadı, Trabzon       | 4:1 (0:0) | 1:0 Sneijder (51.), 2:0 İnan (56.), 3:1 Bulut (72.), 4:1 Sneijder (83.)                                                  | Sneijder (79.)                                                                 | 30.000    |
| 34 | 17. Mai 2014       | Kayseri Erciyesspor   | Türk Telekom Arena, Istanbul           | 2:1 (0:0) | 1:0 B. Yılmaz (46.), 2:0 Bulut (75.)                                                                                     | Melo (41.)                                                                     | 40.500    |

### Türkiye Kupası

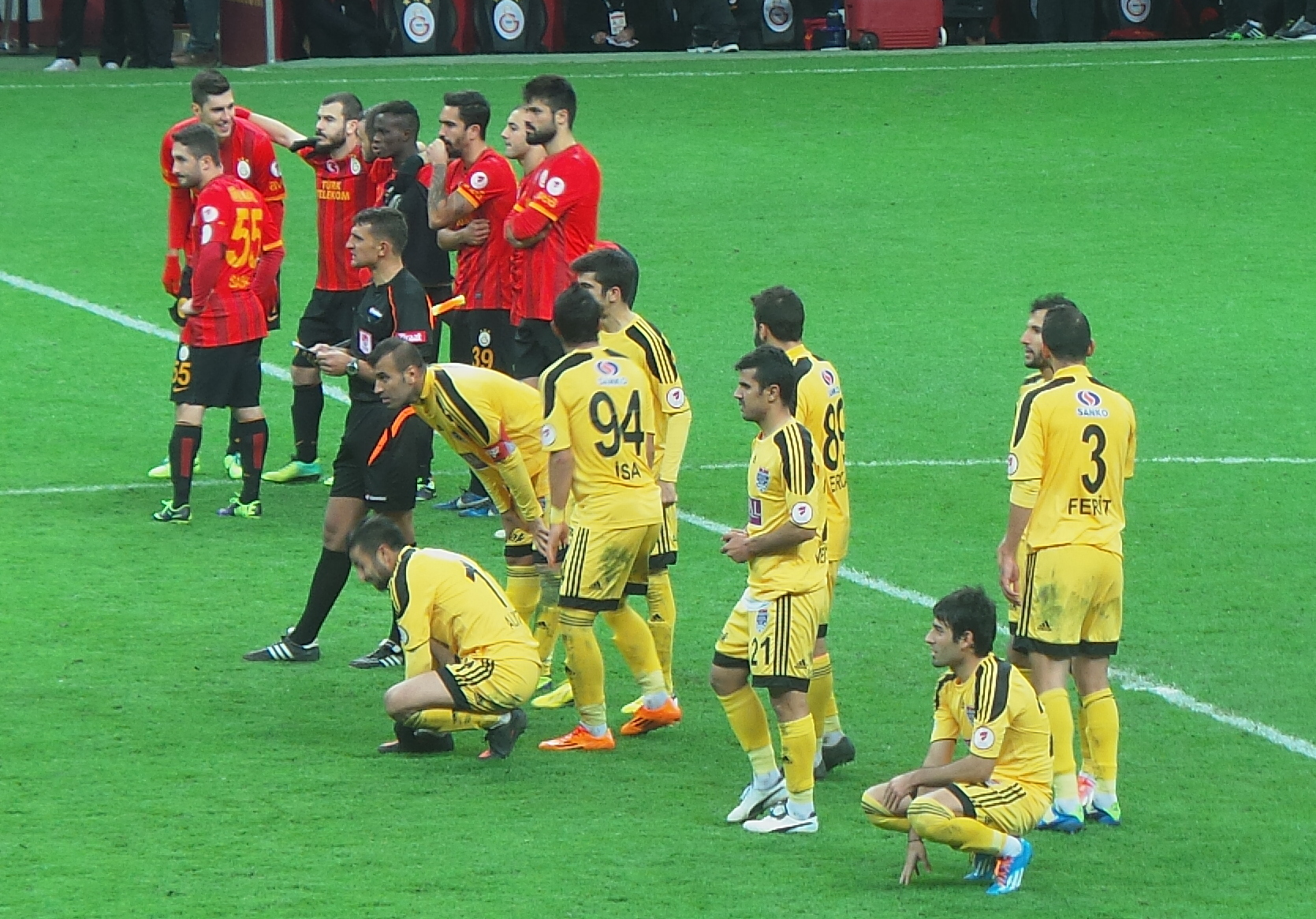
Spieler von Galatasaray und Gaziantep BB beim Elfmeterschießen

| Runde                | Datum             | Gegner        | Ort                                    | Ergebnis                       | Tor(e) für Galatasaray Istanbul                                                                                           | Karte(n) für Galatasaray Istanbul                                                             | Zuschauer |
| -------------------- | ----------------- | ------------- | -------------------------------------- | ------------------------------ | --- | --------------------------------------------------------------------------------------------- | --------- |
| 4. Hauptrunde        | 3. Dezember 2013  | Gaziantep BB  | Türk Telekom Arena, Istanbul           | 2:2 n. V. (2:2, 2:0) 6:5 i. E. | 1:0 Baytar (22.), 2:0 Amrabat (35.)                                                                                       | Zan (69.), Kurtuluş (106.), Dounkeu (120.)                                                    | 07.000    |
| 5. Hauptrunde        | 18. Dezember 2013 | Balıkesirspor | Atatürk-Olympiastadion, Istanbul       | 4:0 (1:0)                      | 1:0 Çolak (29. Handelfmeter), 2:0 Bulut (54.), 3:0 Riera (69.), 4:0 Bruma (90.)                                           | Çolak (68.), Birinci (89.)                                                                    | 04.600    |
| Gruppenphase         | 15. Januar 2014   | Tokatspor     | Türk Telekom Arena, Istanbul           | 2:0 (0:0)                      | 1:0 İnan (69. Foulelfmeter), 2:0 Amrabat (90.+2')                                                                         | Çoşkun (90.+3')                                                                               | 15.000    |
| Gruppenphase         | 19. Januar 2014   | Antalyaspor   | Akdeniz Üniversitesi Stadyumu, Antalya | 1:1 (1:0)                      | 1:0 İnan (44. Foulelfmeter)                                                                                               | Riera (55.), İnan (64.)                                                                       | 06.500    |
| Gruppenphase         | 22. Januar 2014   | Elazığspor    | Atatürk Stadı, Elazığ                  | 0:1 (0:0)                      | keine | Gülselam (6.), A. Yılmaz (24.), B. Yılmaz (76.), Melo (77.), Dursun (81.), B. Yılmaz (90.+2') | 10.750    |
| Gruppenphase         | 29. Januar 2014   | Elazığspor    | Atatürk-Olympiastadion, Istanbul       | 3:0 (2:0)                      | 1:0 Gülselam (38.), 2:0 Drogba (44.), 3:0 Sarıoğlu (85.)                                                                  | Kurtuluş (80.)                                                                                | 05.250    |
| Gruppenphase         | 5. Februar 2014   | Tokatspor     | Gaziosmanpaşa Stadı                    | 3:0 (2:0)                      | 1:0 Hajrović (25.), 2:0 Kurtuluş (40.), 3:0 Sarı (83.)                                                                    | Çoşkun (90.+3')                                                                               | 05.762    |
| Gruppenphase         | 12. Februar 2014  | Antalyaspor   | Atatürk-Olympiastadion, Istanbul       | 0:0                            | keine | keine                                                                                         | 04.500    |
| Halbfinale-Hinspiel  | 25. März 2014     | Bursaspor     | Türk Telekom Arena, Istanbul           | 2:2 (2:0)                      | 1:0 Sneijder (11.), 2:0 İnan (40. Foulelfmeter)                                                                           | Burdisso (3.), B. Yılmaz (36.), Melo (44.), Hajrović (75.), Muslera (89.)                     | 13.500    |
| Halbfinale-Rückspiel | 16. April 2014    | Bursaspor     | Atatürk Stadı, Bursa                   | 5:2 (1:2)                      | 1:2 Sneijder (45.+1'), 2:2 İnan (50. Handelfmeter), 3:2 B. Yılmaz (53.), 4:2 B. Yılmaz (68.), 5:2 Melo (71. Handelfmeter) | B. Yılmaz (17.), Melo (60.), İnan (64.), Yılmaz (84.)                                         | 23.500    |

#### Finale
| Paarung                   | Eskişehirspor – Galatasaray Istanbul |
| Ergebnis                  | 0:1 (0:0) |
| Datum                     | 7. Mai 2014 um 19:00 Uhr |
| Stadion                   | Atatürk-Stadion, Konya |
| Zuschauer                 | 22.456 |
| Schiedsrichter            | Hüseyin Göçek (Istanbul) |
| Schiedsrichterassistenten | Orkun Aktaş, Kemal Yılmaz |
| Vierter Offizieller       | Mete Kalkavan |
| Tore                      | 0:1 Wesley Sneijder (70., İnan) |
| Eskişehirspor             | Ruud Boffin – Tarık Çamdal, Sezgin Coşkun , Jerry Akaminko, Kamil Ahmet Çörekçi – Hürriyet Gücer (79. ), Raheem Lawal, Özgür Çek (46. ), Erkan Zengin – Cristóbal Jorquera – Diomansy Kamara Ersatzbank: Kayacan Erdoğan – Dedê, Serol Demirhan, Erman Kılıç (79. ), Erkut Şentürk, Aytaç Kara, Necati Ateş (46. ) Cheftrainer: Ertuğrul Sağlam |
| Galatasaray Istanbul      | Fernando Muslera – Alex Telles, Hakan Balta, Aurélien Chedjou, Semih Kaya – Felipe Melo, Selçuk İnan, Yekta Kurtuluş (82. ) – Wesley Sneijder, Burak Yılmaz, Sabri Sarıoğlu Ersatzbank: Ufuk Ceylan – Emmanuel Eboué, Koray Günter, Hamit Altıntop (82. ), Ceyhun Gülselam, Emre Çolak, Umut Bulut Cheftrainer: Roberto Mancini ( Italien)      |
| Gelbe Karten              | Sezgin Coşkun (54.), Jerry Akaminko (73.) – Wesley Sneijder (49.) |
| Besonderheiten            | Spieler des Spiels: Wesley Sneijder |

### UEFA Champions League

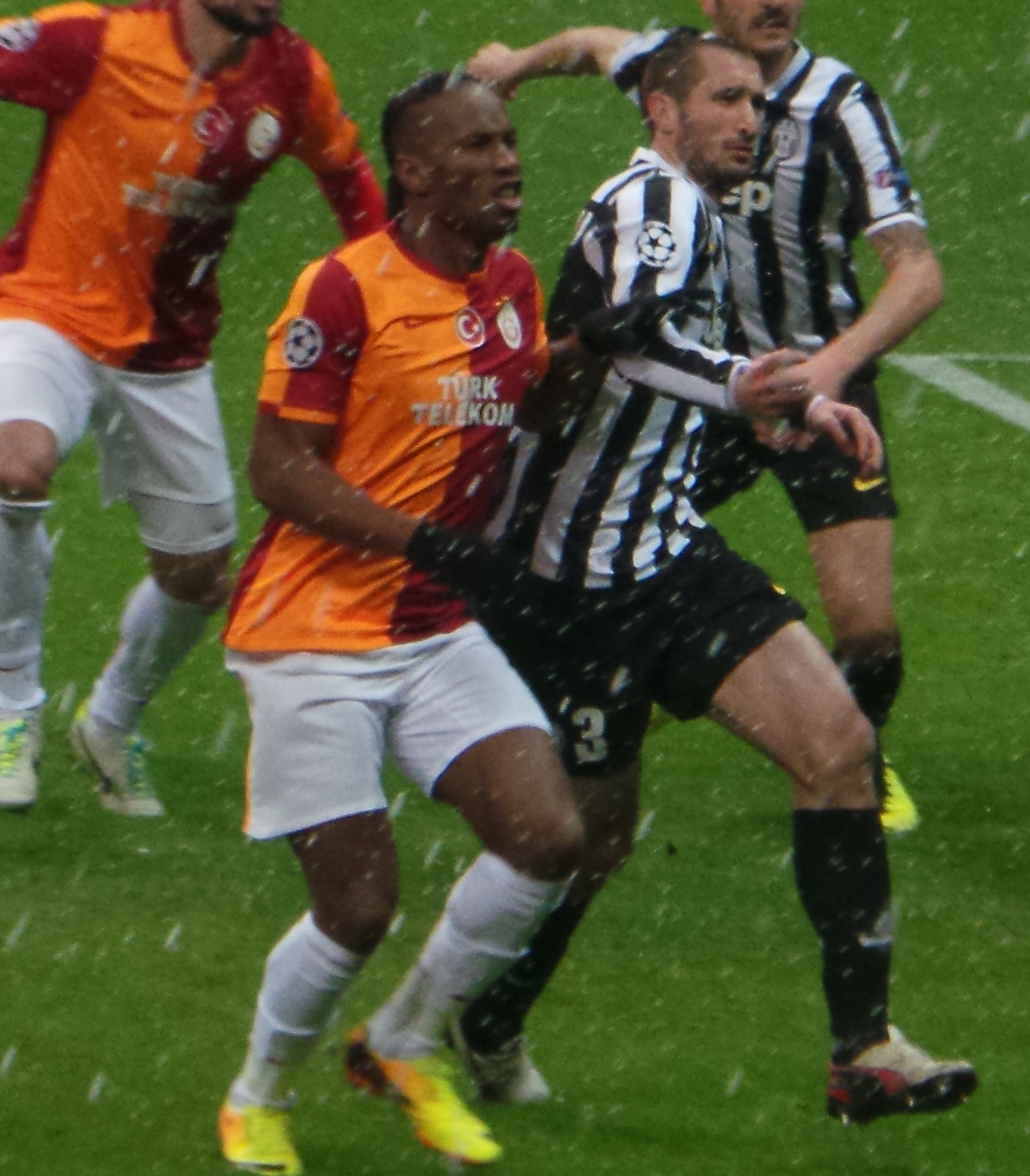
Didier Drogba und Giorgio Chiellini

| Runde                  | Datum               | Gegner         | Ort                                   | Ergebnis  | Tor(e) für Galatasaray Istanbul                         | Karte(n) für Galatasaray Istanbul             | Zuschauer |
| ---------------------- | ------------------- | -------------- | ------------------------------------- | --------- | ------------------------------------------------------- | --------------------------------------------- | --------- |
| Gruppenphase           | 17. September 2013  | Real Madrid    | Ali Sami Yen Spor Kompleksi, Istanbul | 1:6 (0:1) | 1:5 Bulut (84.)                                         | Melo (31.), Amrabat (66.), Riera (85.)        | 47.669    |
| Gruppenphase           | 2. Oktober 2013     | Juventus Turin | Allianz Stadium, Turin                | 2:2 (0:1) | 1:0 Drogba (36.), 2:2 Bulut                             | Muslera (71.), Zan (80.)                      | 33.466    |
| Gruppenphase           | 23. Oktober 2013    | FC Kopenhagen  | Ali Sami Yen Spor Kompleksi, Istanbul | 3:1 (3:0) | 1:0 Melo (10.), 2:0 Sneijder (38.), 3:0 Drogba (45.+1') | keine                                         | 42.798    |
| Gruppenphase           | 5. November 2013    | FC Kopenhagen  | Parken, Kopenhagen                    | 0:1 (0:1) | keine                                                   | Riera (84.)                                   | 36.204    |
| Gruppenphase           | 27. November 2013   | Real Madrid    | Estadio Santiago Bernabéu, Madrid     | 1:4 (1:1) | 1:1 Bulut (38.)                                         | Melo (36.)                                    | 67.728    |
| Gruppenphase           | 11. Dezember 2013 2 | Juventus Turin | Ali Sami Yen Spor Kompleksi, Istanbul | 1:0 (0:0) | 1:0 Sneijder (85.)                                      | Sneijder (77.), Bulut (89.), Muslera (90.+1') | 37.375    |
| Achtelfinale-Hinspiel  | 26. Februar 2014    | FC Chelsea     | Ali Sami Yen Spor Kompleksi, Istanbul | 1:1 (0:1) | 1:1 Chedjou (65.)                                       | İnan (57.)                                    | 49.194    |
| Achtelfinale-Rückspiel | 18. März 2014       | FC Chelsea     | Stamford Bridge, London               | 0:2 (0:2) | keine                                                   | Melo (19.) Drogba (67.), İnan (90.+1)         | 38.038    |

### Süper Kupa
Am 11. August 2013 trafen wie im Vorjahr erneut Galatasaray Istanbul und Fenerbahçe Istanbul aufeinander. Das Spiel wurde in der zentraltürkischen Stadt Kayseri ausgetragen. Der Meister Galatasaray gewann mit 1:0 nach Verlängerung.
| Galatasaray Istanbul (Meister)                                    | Galatasaray Istanbul (Meister) | Fenerbahçe Istanbul (Pokalsieger) | Fenerbahçe Istanbul (Pokalsieger) | Aufstellung                                                                        |
| ----------------------------------------------------------------- | --- | --- | --------------------------------- | ---------------------------------------------------------------------------------- |
| Galatasaray Istanbul (Meister)                                    | \| 11. August 2013 um 20:30 Uhr in Kayseri (Kayseri Kadir Has Stadı) \| \| Ergebnis: 1:0 n. V. \| \| Zuschauer: 26.428[1] \| \| Schiedsrichter: Bülent Yıldırım (Kayseri) \| \| Spielbericht \| | \| 11. August 2013 um 20:30 Uhr in Kayseri (Kayseri Kadir Has Stadı) \| \| Ergebnis: 1:0 n. V. \| \| Zuschauer: 26.428[1] \| \| Schiedsrichter: Bülent Yıldırım (Kayseri) \| \| Spielbericht \| | Fenerbahçe Istanbul (Pokalsieger) | Aufstellung Galatasaray Istanbul (Meister) gegen Fenerbahçe Istanbul (Pokalsieger) |
| Galatasaray Istanbul (Meister)                                    | Fernando Muslera – Emmanuel Eboué, Gökhan Zan, Semih Kaya, Hakan Balta – Felipe Melo, Selçuk İnan, Wesley Sneijder (108. ), Hamit Altıntop (80. ), Nordin Amrabat (80. ) – Didier Drogba Ersatzbank: Eray İşcan – Ceyhun Gülselam, Erman Kılıç (80. ), Emre Çolak (108. ), Colin Kâzım-Richards, Burak Yılmaz, Umut Bulut (80. ) Cheftrainer: Ümit Davala (Stellvertreter) | Mert Günok – Mehmet Topuz, Bekir İrtegün, Bruno Alves, Hasan Ali Kaldırım – Mehmet Topal, Emre Belözoğlu (103. ), Cristian Baroni (58. ) – Dirk Kuyt, Moussa Sow, Pierre Webó (81. ) Ersatzbank: Serkan Kırıntılı – Michal Kadlec (80. ), Serdar Kesimal, Caner Erkin (103. ), Selçuk Şahin, Alper Potuk (58. ), Salih Uçan Cheftrainer: Ersun Yanal | Fenerbahçe Istanbul (Pokalsieger) | Aufstellung Galatasaray Istanbul (Meister) gegen Fenerbahçe Istanbul (Pokalsieger) |
| Galatasaray Istanbul (Meister)                                    | 1:0 Didier Drogba (99.) | | Fenerbahçe Istanbul (Pokalsieger) | Aufstellung Galatasaray Istanbul (Meister) gegen Fenerbahçe Istanbul (Pokalsieger) |
| Galatasaray Istanbul (Meister)                                    | Nordin Amrabat (28.), Hamit Altıntop (37.), Gökhan Zan (49.), Felipe Melo (80.), Didier Drogba (114.), Fernando Muslera (119.) | Mehmet Topuz (46.), Bruno Alves (59.), Pierre Webó (61.), Caner Erkin (120.) | Fenerbahçe Istanbul (Pokalsieger) | Aufstellung Galatasaray Istanbul (Meister) gegen Fenerbahçe Istanbul (Pokalsieger) |
| Galatasaray Istanbul (Meister)                                    | Bruno Alves (63., wiederholtes Foulspiel) | | Fenerbahçe Istanbul (Pokalsieger) | Aufstellung Galatasaray Istanbul (Meister) gegen Fenerbahçe Istanbul (Pokalsieger) |
| Galatasaray Istanbul (Meister)                                    | Spieler des Spiels: Mert Günok | | Fenerbahçe Istanbul (Pokalsieger) | Aufstellung Galatasaray Istanbul (Meister) gegen Fenerbahçe Istanbul (Pokalsieger) |
| 11. August 2013 um 20:30 Uhr in Kayseri (Kayseri Kadir Has Stadı) | | |                                   |                                                                                    |
| Ergebnis: 1:0 n. V.                                               | | |                                   |                                                                                    |
| Zuschauer: 26.428                                                 | | |                                   |                                                                                    |
| Schiedsrichter: Bülent Yıldırım (Kayseri)                         | | |                                   |                                                                                    |
| Spielbericht                                                      | | |                                   |                                                                                    |

### Freundschaftsspiele

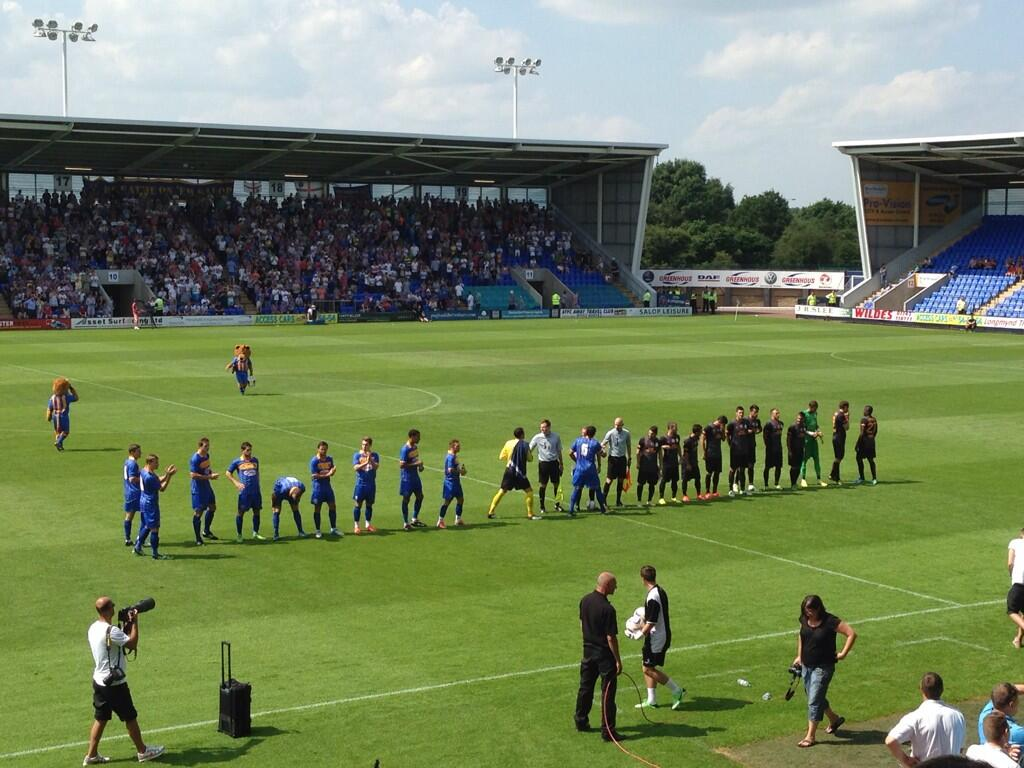
Shrewsbury und Galatasaray vor dem Anpfiff

Diese Tabelle führt die ausgetragenen Freundschaftsspiele auf.
| Datum             | Gegner          | Ort                                    | Ergebnis  | Tor(e) für Galatasaray Istanbul                          | Karte(n) für Galatasaray Istanbul          |
| ----------------- | --------------- | -------------------------------------- | --------- | -------------------------------------------------------- | ------------------------------------------ |
| 13. Juli 2013     | Shrewsbury Town | New Meadow, Shrewsbury                 | 3:0 (2:0) | 1:0 Çolak (4.), 2:0 Amrabat (37.), 3:0 Sneijder (28.)    | keine                                      |
| 16. Juli 2013     | Notts County    | Meadow Lane, Nottingham                | 2:1 (0:0) | 1:1 B. Yılmaz (80.), 2:1 Sneijder (90.)                  | keine                                      |
| 21. Juli 2013     | FC Málaga       | Atatürk Stadı, Izmir                   | 3:3 (2:1) | 1:0 Sneijder (12.), 2:1 Drogba (45.), 3:3 Kâzım-Richards | Nounkeu (73.), Sarıoğlu (85.)              |
| 29. Juli 2013     | SSC Neapel      | Stadio San Paolo, Neapel               | 1:3 (0:1) | 1:1 Amrabat (58.)                                        | Chedjou (7.), Nounkeu (90.), Muslera (90.) |
| 8. September 2013 | Istanbul BB     | Florya Metin Oktay Tesisleri, Istanbul | 3:1 (0:0) | A. Yılmaz (2×), Çolak                                    | keine                                      |

### Emirates Cup
| Datum          | Gegner     | Ort                      | Ergebnis  | Tor(e) für Galatasaray Istanbul             | Karte(n) für Galatasaray Istanbul |
| -------------- | ---------- | ------------------------ | --------- | ------------------------------------------- | --------------------------------- |
| 3. August 2013 | FC Porto   | Emirates Stadium, London | 1:0 (0:0) | 1:0 Melo (70. Elfmeter)                     | keine                             |
| 4. August 2013 | FC Arsenal | Emirates Stadium, London | 2:1 (1:0) | 1:1 Drogba (78. Elfmeter), 2:1 Drogba (87.) | Gülselam (79.)                    |

### Antalya Cup
| Datum           | Gegner         | Ort                                    | Ergebnis              | Tor(e) für Galatasaray Istanbul | Karte(n) für Galatasaray Istanbul |
| --------------- | -------------- | -------------------------------------- | --------------------- | ------------------------------- | --------------------------------- |
| 10. Januar 2014 | Ajax Amsterdam | Akdeniz Üniversitesi Stadyumu, Antalya | 2:1 (1:0)             | 1:0 B. Yılmaz (6.), 2:1 Coşkun  | Melo (82.)                        |
| 12. Januar 2014 | Celtic Glasgow | Akdeniz Üniversitesi Stadyumu, Antalya | 0:0 n. V. (4:5 i. E.) |                                 | Melo (79.)                        |

## Statistiken

### Teamstatistik
| Wettbewerb            | Punkte | daheim | daheim | daheim | daheim | daheim | auswärts | auswärts | auswärts | auswärts | auswärts | Gesamt | Gesamt | Gesamt | Gesamt | Gesamt | Tordifferenz |
| Wettbewerb            | Punkte | Sp     | S      | U      | N      | TV     | Sp       | S        | U        | N        | TV       | Sp     | S      | U      | N      | TV     | Tordifferenz |
| --------------------- | ------ | ------ | ------ | ------ | ------ | ------ | -------- | -------- | -------- | -------- | -------- | ------ | ------ | ------ | ------ | ------ | ------------ |
| Süper Lig             | 65     | 17     | 13     | 2      | 2      | 36:16  | 17       | 5        | 9        | 3        | 23:16    | 34     | 18     | 11     | 5      | 59:32  | +27          |
| Türkiye Kupası        | –      | 6      | 3      | 3      | 0      | 13:4   | 4        | 2        | 1        | 1        | 9:4      | 10     | 5      | 4      | 1      | 22:8   | +14          |
| UEFA Champions League | –      | 4      | 2      | 1      | 1      | 6:8    | 4        | 0        | 1        | 3        | 3:9      | 8      | 2      | 2      | 4      | 9:17   | −8           |
| Gesamt                | 65     | 27     | 18     | 6      | 3      | 55:28  | 25       | 7        | 11       | 7        | 35:29    | 52     | 25     | 17     | 10     | 90:57  | +33          |

### Saisonverlauf
| Spieltag | 1 | 2 | 3 | 4 | 5 | 6 | 7 | 8 | 9 | 10 | 11 | 12 | 13 | 14 | 15 | 16 | 17 | 18 | 19 | 20 | 21 | 22 | 23 | 24 | 25 | 26 | 27 | 28 | 29 | 30 | 31 | 32 | 33 | 34 |
| -------- | - | - | - | - | - | - | - | - | - | -- | -- | -- | -- | -- | -- | -- | -- | -- | -- | -- | -- | -- | -- | -- | -- | -- | -- | -- | -- | -- | -- | -- | -- | -- |
| Spielort | H | A | A | H | A | H | A | H | A | H  | A  | H  | A  | H  | A  | H  | A  | A  | H  | H  | A  | H  | A  | H  | A  | H  | A  | H  | A  | H  | A  | H  | A  | H  |
| Resultat | S | U | U | U | S | U | N | S | S | S  | N  | S  | U  | S  | U  | S  | S  | U  | S  | S  | U  | S  | U  | S  | U  | N  | U  | S  | N  | N  | S  | S  | S  | S  |
| Platz    | 6 | 3 | 7 | 7 | 4 | 5 | 8 | 6 | 5 | 4  | 6  | 5  | 4  | 4  | 4  | 3  | 2  | 2  | 2  | 2  | 3  | 2  | 2  | 2  | 2  | 3  | 2  | 2  | 3  | 3  | 2  | 2  | 2  | 2  |

Quelle: https://www.weltfussball.de/spielplan/tur-sueper-lig-2013-2014
Legende: Spielort: H = Heim; A = Auswärts. Resultat: S = Sieg; U = Unentschieden; N = Niederlage

### Spielerstatistiken
| Spieler            | Süper Lig | Süper Lig | Süper Lig   | Süper Lig  | Türkiye Kupası / Süper Kupa | Türkiye Kupası / Süper Kupa | Türkiye Kupası / Süper Kupa | Türkiye Kupası / Süper Kupa | Champions League | Champions League | Champions League | Champions League | Total    | Total | Total       | Total      |
| Spieler            | Einsätze  | Tore      | Gelbe Karte | Rote Karte | Einsätze                    | Tore                        | Gelbe Karte                 | Rote Karte                  | Einsätze         | Tore             | Gelbe Karte      | Rote Karte       | Einsätze | Tore  | Gelbe Karte | Rote Karte |
| ------------------ | --------- | --------- | ----------- | ---------- | --------------------------- | --------------------------- | --------------------------- | --------------------------- | ---------------- | ---------------- | ---------------- | ---------------- | -------- | ----- | ----------- | ---------- |
| Hamit Altıntop     | 5         | 0         | 1           | 0          | 3                           | 0                           | 1                           | 0                           | 0                | 0                | 0                | 0                | 8        | 0     | 2           | 0          |
| Nordin Amrabat     | 4         | 0         | 0           | 0          | 4                           | 2                           | 1                           | 0                           | 5                | 0                | 1                | 0                | 13       | 2     | 2           | 0          |
| Hakan Balta        | 24        | 0         | 5           | 1          | 10                          | 0                           | 0                           | 0                           | 3                | 0                | 0                | 0                | 37       | 0     | 5           | 1          |
| Engin Baytar       | 7         | 1         | 1           | 0          | 1                           | 1                           | 0                           | 0                           | 1                | 0                | 0                | 0                | 9        | 2     | 1           | 0          |
| Bruma              | 7         | 0         | 0           | 0          | 3                           | 1                           | 0                           | 0                           | 5                | 0                | 0                | 0                | 15       | 1     | 0           | 0          |
| Umut Bulut         | 27        | 5         | 2           | 0          | 11                          | 1                           | 1                           | 0                           | 8                | 3                | 1                | 0                | 46       | 9     | 4           | 0          |
| Guillermo Burdisso | 1         | 0         | 1           | 0          | 3                           | 0                           | 1                           | 0                           | 0                | 0                | 0                | 0                | 4        | 0     | 2           | 0          |
| Ufuk Ceylan        | 2         | 0         | 0           | 0          | 5                           | 0                           | 0                           | 0                           | 0                | 0                | 0                | 0                | 7        | 0     | 0           | 0          |
| Aurélien Chedjou   | 21        | 3         | 6           | 0          | 4                           | 0                           | 0                           | 0                           | 8                | 1                | 0                | 0                | 33       | 4     | 6           | 0          |
| Emre Çolak         | 15        | 0         | 0           | 0          | 8                           | 1                           | 0                           | 0                           | 0                | 0                | 0                | 0                | 23       | 1     | 0           | 0          |
| Emre Can Coşkun    | 2         | 0         | 0           | 0          | 0                           | 0                           | 0                           | 0                           | 0                | 0                | 0                | 0                | 2        | 0     | 0           | 0          |
| İbrahim Coşkun     | 0         | 0         | 0           | 0          | 1                           | 0                           | 1                           | 0                           | 0                | 0                | 0                | 0                | 1        | 0     | 1           | 0          |
| Didier Drogba      | 14        | 10        | 4           | 0          | 4                           | 2                           | 1                           | 0                           | 8                | 2                | 1                | 0                | 26       | 14    | 6           | 0          |
| Salih Dursun       | 2         | 0         | 0           | 4          | 0                           | 1                           | 0                           | 0                           | 0                | 0                | 0                | 0                | 2        | 1     | 0           | 4          |
| Emmanuel Eboué     | 18        | 1         | 1           | 0          | 4                           | 0                           | 0                           | 0                           | 8                | 0                | 0                | 0                | 30       | 1     | 1           | 0          |
| Aykut Erçetin      | 0         | 0         | 0           | 0          | 3                           | 0                           | 0                           | 0                           | 0                | 0                | 0                | 0                | 3        | 0     | 0           | 0          |
| Yiğit Gökoğlan     | 0         | 0         | 0           | 0          | 1                           | 0                           | 0                           | 0                           | 0                | 0                | 0                | 0                | 1        | 0     | 0           | 0          |
| Ceyhun Gülselam    | 20        | 0         | 3           | 0          | 7                           | 1                           | 3                           | 0                           | 4                | 0                | 0                | 0                | 31       | 1     | 6           | 0          |
| Umut Gündoğan      | 1         | 0         | 0           | 0          | 4                           | 0                           | 0                           | 0                           | 0                | 0                | 0                | 0                | 5        | 0     | 0           | 0          |
| Koray Günter       | 4         | 0         | 0           | 0          | 3                           | 0                           | 0                           | 0                           | 0                | 0                | 0                | 0                | 7        | 0     | 0           | 0          |
| Izet Hajrović      | 8         | 0         | 0           | 0          | 2                           | 1                           | 1                           | 0                           | 2                | 0                | 0                | 0                | 12       | 1     | 1           | 0          |
| Selçuk İnan        | 31        | 5         | 7           | 1          | 6                           | 4                           | 2                           | 0                           | 8                | 0                | 2                | 0                | 45       | 9     | 11          | 1          |
| Eray İşcan         | 4         | 0         | 1           | 0          | 1                           | 0                           | 0                           | 0                           | 2                | 0                | 0                | 0                | 7        | 0     | 1           | 0          |
| Semih Kaya         | 29        | 0         | 3           | 0          | 6                           | 0                           | 0                           | 0                           | 6                | 0                | 0                | 0                | 41       | 0     | 3           | 0          |
| Oğuzhan Kayar      | 0         | 0         | 0           | 0          | 1                           | 0                           | 0                           | 0                           | 0                | 0                | 0                | 0                | 1        | 0     | 0           | 0          |
| Erman Kılıç        | 2         | 0         | 0           | 0          | 1                           | 0                           | 0                           | 0                           | 0                | 0                | 0                | 0                | 3        | 0     | 0           | 0          |
| Yekta Kurtuluş     | 17        | 1         | 2           | 0          | 9                           | 1                           | 3                           | 0                           | 2                | 0                | 0                | 0                | 28       | 2     | 5           | 0          |
| Felipe Melo        | 30        | 1         | 8           | 2          | 9                           | 1                           | 4                           | 0                           | 8                | 1                | 3                | 0                | 47       | 3     | 15          | 2          |
| Fernando Muslera   | 29        | 0         | 1           | 0          | 4                           | 0                           | 2                           | 0                           | 6                | 0                | 2                | 0                | 39       | 0     | 5           | 0          |
| Dany Nounkeu       | 6         | 0         | 1           | 1          | 3                           | 0                           | 1                           | 0                           | 3                | 0                | 0                | 0                | 12       | 0     | 2           | 1          |
| Lucas Ontivero     | 3         | 0         | 1           | 0          | 2                           | 0                           | 0                           | 0                           | 0                | 0                | 0                | 0                | 5        | 0     | 1           | 0          |
| Albert Riera       | 4         | 0         | 2           | 0          | 4                           | 1                           | 1                           | 0                           | 5                | 0                | 2                | 0                | 13       | 1     | 5           | 0          |
| Veysel Sarı        | 9         | 0         | 1           | 0          | 2                           | 1                           | 1                           | 0                           | 0                | 0                | 0                | 0                | 11       | 1     | 2           | 0          |
| Sabri Sarıoğlu     | 25        | 0         | 4           | 0          | 6                           | 1                           | 0                           | 0                           | 0                | 0                | 0                | 0                | 31       | 1     | 4           | 0          |
| Wesley Sneijder    | 28        | 12        | 5           | 0          | 7                           | 3                           | 1                           | 0                           | 7                | 2                | 1                | 0                | 42       | 17    | 7           | 0          |
| Alex Telles        | 15        | 1         | 1           | 0          | 4                           | 0                           | 0                           | 0                           | 2                | 0                | 0                | 0                | 21       | 1     | 1           | 0          |
| Berk İsmail Ünsal  | 3         | 0         | 0           | 0          | 2                           | 0                           | 0                           | 0                           | 0                | 0                | 0                | 0                | 5        | 0     | 0           | 0          |
| Aydın Yılmaz       | 6         | 0         | 1           | 0          | 4                           | 0                           | 1                           | 0                           | 1                | 0                | 0                | 0                | 11       | 0     | 2           | 0          |
| Burak Yılmaz       | 32        | 16        | 3           | 0          | 6                           | 2                           | 3                           | 2                           | 6                | 0                | 0                | 0                | 44       | 18    | 6           | 2          |
| Gökhan Zan         | 10        | 0         | 1           | 0          | 2                           | 0                           | 2                           | 0                           | 3                | 0                | 1                | 0                | 15       | 0     | 4           | 0          |